# 稲荷神社 (荒川区荒川)
稲荷神社（いなりじんじゃ）は、東京都荒川区の神社。旧地名を冠して三河島稲荷神社（みかわしまいなりじんじゃ）、宮地稲荷神社（みやちいなりじんじゃ）とも称される。

## 歴史
1579年（天正7年）に創建されたといわれているが、棟札（現在、行方不明）に「弘治三年丁巳（1557年）八月武蔵国豊嶋郡三河島総鎮守」とあり、更に神木だった欅の大木の樹齢が650年（20世紀中期時点）ということから、室町時代初期に遡る可能性もある。
江戸時代まで「岩井」という神職が管理していたが、明治時代に没落、この時に社宝のほとんどを失っている。幕末から明治にかけて、多くの神々を合祀し、最終的に8柱の神を祀っている。
当社は脚気に効くご利益があるとされ、祈願が成就した際には草履を奉納するのが習わしであった。
現在は旧地名を冠した「三河島稲荷神社」と呼ばれることが多いが、かつては東京府北豊島郡三河島町の字だった「宮地」を冠した「宮地稲荷神社」と呼ばれていた。荒川区史にも「宮地稲荷神社」として紹介されている。

## 文化財
- 手水鉢（安永八年二月初午銘）（荒川区登録文化財 昭和60年度登録）[3]

## 交通アクセス
- 三河島駅より徒歩3分。